# Cantone di Aubagne
Il Cantone di Aubagne è una divisione amministrativa dell'arrondissement di Marsiglia.
È stato costituito a seguito della riforma approvata con decreto del 27 febbraio 2014, che ha avuto attuazione dopo le elezioni dipartimentali del 2015.

## Composizione
Comprende i 3 comuni di:
- Aubagne
- La Penne-sur-Huveaune
- Roquevaire